# Mordellistena saganensis
Mordellistena saganensis es una especie de coleóptero de la familia Mordellidae.

## Distribución geográfica
Habita en Etiopía.